# 西条凡児
西条 凡児（さいじょう ぼんじ、1914年〈大正3年〉10月17日 - 1993年〈平成5年〉5月31日）は、日本の漫才師、漫談師、放送タレント。本名：河内 弘明。
毒舌と鋭い社会風刺を売り物にした漫談で知られ、戦後の民間放送誕生初期に人気を博した。

## 来歴
大阪府大阪市生まれ。旧制浪華商業学校卒業、関西大学専門部中退。最初、五代目笑福亭松鶴に弟子入りするが芸人を志し、来阪した古川ロッパや初代大辻司郎に弟子入り志願をしたが断られ、知人の紹介で当時「漫談屋」と称していた花月亭九里丸の内弟子となる。「西条」の亭号は九里丸のペンネーム「西条ちかし」および西条八十から、「凡児」は麻生豊の漫画『只野凡児』から取ったとされる。しかしながら、結婚して妻が妊娠中にもかかわらず、師匠の隣家に無理やり住まわされる等の内弟子修行の辛さに堪えかね、1年で師弟関係を解消する。後年、九里丸が折れる形で同業者としての関係は修復するものの、内弟子を飛び出して以降、凡児と九里丸の間の師弟関係はなかった。
当初から、一人でしゃべる芸が希望であったがなかなか仕事がなく、1935年に九条芸児と組んたコンビ「九条芸児・西条凡児」として、千日前の寄席「小宝席」でデビュー。大学専門部中退の凡児のキャラクターを前面に出した「インテリ漫才」を売り物としたが、その後コンビ揃って徴兵。凡児自身が述べ3度の召集を受けているあいだに、相方の芸児が戦病死したため、凡児は復員後の一時期、一枝という女性と組んだこともあった。
戦後九里丸の世話もあって、ピンの漫談で高座に上がる。「ボロクソダイジェスト」と題する、世の中への不平不満を吐く毒舌の漫談が人気を博した。
1955年、新日本放送（NJB、のちのMBSラジオ）の『凡児のお脈拝見』『素人名人会』（このうち『素人名人会』は1960年からテレビ番組となる）の司会に抜擢された。『凡児のお脈拝見』は「こんな話がおますんや……」の決まり文句で始まる時事放談番組で、博識ぶりを活かした幅の広いトークが話題を呼び、同フレーズは流行語となった。この時期はNHKにも朝日放送にも出演していなかったことから、事実上NJBの専属のような状態であった（当時の関西は芸能プロダクションでなく放送局に専属する形式が一般的であった。ただし、凡児は専属契約を結んでいなかったとされる）。『おやじバンザイ』（朝日放送テレビ、1964年）の司会で知名度が全国区となった。
1970年10月、自身の事務所（自宅とも）近くの建設工事の騒音をめぐって3社の建設会社に「テレビでしゃべる」と脅し、計90万円を受け取ったことで、恐喝容疑で書類送検された（翌年に不起訴処分）。この結果、朝日放送の『おやじバンザイ』の10月19日放送分から司会を降板。さらに、その影響でメディアから離れた。1972年4月に『凡児の娘をよろしく』（関西テレビ）の司会として復帰。往年の毒気は影をひそめ、1979年に同番組が終了すると、メディアの第一線から退いた。
1993年5月31日、急性心不全のため78歳で死去。4年前から体調がすぐれず入院していた。故人の遺志により葬儀はなし、遺体は大阪大学に献体された。
死後の2000年、第5回上方演芸の殿堂入り。

## 人物
芸風としては早くから反骨精神を表に出し、1945年に3度目の召集を受けた際に野戦病院で演じた漫談では「特攻隊の飛行機は鼻緒の切れかかった書生下駄!」と発言して、軍法会議にかけられそうになった。6代桂文枝は、凡児の話芸に「事実、誇張、飛躍で笑いを重ねていく方程式がある」と気付いたという。
上岡龍太郎が「漫画トリオ」に加わって間もない頃に、「新聞や『週刊朝日』みたいな堅いものを読みなはれや、『アサヒ芸能』は読まんでよろしい」とアドバイスしたという話がある。
温厚な人柄に見える反面、実は短気かつ、気位とプライドが高く、反骨心の強い人物として知られ、共演者やスタッフとの衝突が絶えなかったという。
- 『素人名人会』が地方収録となった際、会場近くの商店街に「凡児、来たる」というポスターが張り出された。それを見た、凡児にとって先輩にあたる芦乃家雁玉・林田十郎が機嫌を損ね、番組に「出ない」とディレクターの金子俊彦に申し出た。凡児は金子に雁玉・十郎への説得を依頼されたが、「なんでわしがあやまらなあかんねん!」と、こちらも機嫌を損ねた。当時付き人だった実子の西條遊児は、「おれのおかげで番組が持ってる」と豪語していたことを回想している[3]。
- スタッフから「あれだけは言わんといて欲しい」と念を押されたことを、必ず放送でしゃべった[3]。
- 朝日放送のプロデューサーだった松本昇三は、あるクイズ番組（番組名不明）で凡児がスポンサーの意向に応じなかったため、降板を申し渡さざるを得なかったことを回想している[3]。

## 弟子
- 初代内海突破

## 親族
- 息子のうち次男と三男が漫才コンビ「西條遊児・笑児」となった[1]。
- 孫娘（笑児の子）は元宝塚歌劇団月組娘役の西條三恵[1][12]。

## 関連書籍
- 戸田学『凡児無法録―「こんな話がおまんねや」漫談家・西条凡児とその時代』たる出版、2001年3月。ISBN 978-4924713666。
- 戸田学『話芸の達人―西条凡児・浜村淳・ 上岡龍太郎』青土社、2018年8月23日。ISBN 978-4791770939。

## 参照・脚注
1. 1 2 3 4 5 6 7 8 9 10 11 12  西条 凡児 コトバンク - 典拠は日外アソシエーツ『20世紀日本人名事典』（2004年）・『新撰 芸能人物事典 明治～平成』（2010年）。このうち、『新撰 芸能人物事典 明治～平成』において「只野凡児」を漫画家個人の名としているが、これは作品名であり誤り。
2. 1 2 3 4  西条凡児 コトバンク - 典拠は講談社『デジタル版 日本人名大辞典+Plus』
3. 1 2 3 4 5 6 7 8 9 10 11  読売新聞大阪本社文化部（編）『上方放送お笑い史』 読売新聞社、1999年 pp.103-107「反骨の毒舌、西条凡児」
4. ↑  香川登志緒『大阪の笑芸人』晶文社、1977年、P.152
5. ↑  浪華商業の同級生だった
6. 1 2 3 4  第5回殿堂入り 大阪府立上方演芸資料館（ワッハ上方）
7. ↑  澤田隆治「上方芸能笑いの放送史」、『NHK人間大学』1994年10月 - 12月期、日本放送出版協会、1994年、103頁
8. ↑  司会者からおろす「おやじバンザイ」『朝日新聞』1970年（昭和45年）10月19日夕刊 3版 11面
9. ↑  「放送デスクメモ」『マスコミ市民 : ジャーナリストと市民を結ぶ情報誌』第44号、日本マスコミ市民会議、1971年1月1日、48 - 51頁、NDLJP:3463706/26。
10. ↑  相羽秋夫 (平成6年4月1日). 雑誌 落語「’92~’93年 上方演芸日誌」. 弘文出版. p. 141
11. 1 2 3  “「横山ノックを天国へ送る会」で「伝説の名弔辞」を残したのはだれ？”. デイリーBOOKウォッチ (2018年10月10日). 2023年7月1日閲覧。
12. ↑  『西条笑児』 - コトバンク